# 水口幸広
水口 幸広（みずぐち ゆきひろ、1966年11月2日 - 2023年5月12日）は、日本の漫画家・イラストレーター。

## 来歴
愛称は「画伯」あるいは「水口画伯」。東京都葛飾区出身。実家は理髪店を営んでいたらしく、『カオスだもんね!』内で時たまネタにする。
代表作は雑誌『週刊アスキー』の前身である雑誌『EYE-COM』から続く長期連載の『カオスだもんね!』。自分自身を主人公として、周囲の人物たちと一風変わった風俗店、『機動戦士ガンダム』に代表されるホビー関係、生活に密着した商品を生産する企業など、幅広い分野の取材及び、ビール作りや燻製食品作りなどの体験レポートを漫画にしたものである。自称、社会派レポート漫画。『無敵素敵ロボ ボルナッス』『パンツマン』などオリジナル作品も人気が高い。
2023年5月12日4時ごろ、急性心不全のため、死去した。56歳没。訃報は同年6月21日に公表された。

## 本業以外の活動
- TBSラジオの番組のゲスト出演。
- 『カオスだもんね!』の取材がきっかけで、動画のインターネット配信会社AIIのインターネットラジオ局・ラジ@に番組『水口画伯の眠らせナイト』を持つ。ラジ@閉局時に一旦終了するが、後に配信母体をセガに移し『眠らせナイツ!』としてリニューアル。その後、新たに開局した「Klap」に異動するが、2007年7月にKlapのサービス終了と共に番組も終了した。どちらも愛称は「ネムナイ」。最終回では「ネムナイ」の移籍先を探している旨の発言があったが、2007年8月1日より、美少女ゲーム雑誌『TECH GIAN』のサイトにて『爽やかナッシング』という番組がスタートした（スタッフは「ネムナイ」から大きく変更となったが、内容は従来とほとんど変わっていない）。『爽やかナッシング』終了後、スポンサーをTECH GIANからキッズプレートに変更して『爽やかナッシングTURBO』を開局していたが、当初の予定通り16回で終了した。
- 『爽やかナッシングTURBO』の放送終了後、ラジオ番組は休んでいたが、2015年12月から『HOME SHOW』を動画配信の形で復活。週1回のペースで配信を行っていた。
- ラジ@の縁で、『西田二郎の無添加ですよ!』（よみうりテレビ）内のワンコーナーでナレーターを務め、テロップには本名ではなく「ナレーション 水口画伯」と表示された。
- 『インフェリウス惑星戦史外伝 CONDITION GREEN』の原案。
- 『ガンナーズヘブン』（PlayStation、1995年）のキャラクターデザイン、マニュアル製作。

## ラジオ番組
- 水口画伯の眠らせナイト!（2000年10月 - 2001年12月、アスキー）
- 水口画伯の眠らせナイト!（2002年2月12日開始 - 2004年6月22日終了、AII）
- 水口画伯の眠らせナイツ!（2005年2月26日β放送開始 - 2006年8月25日終了、SEGA link）
- 水口画伯の眠らせナイツ!（2006年9月5日開始 - 2007年6月26日終了、Klap）
- 爽やかナッシング（2007年8月1日開始 - 2009年3月31日終了、TECH GIAN）
- 爽やかナッシングTURBO（2009年8月25日開始 - 2009年12月8日終了、全16回、キッズプレート）
- ミズちゃんの眠らせナイト!単行本3巻発売記念SP（2011年8月26日、アスキー・メディアワークス）
- ミズちゃんの眠らせナイト!単行本4巻発売記念SP（2012年4月26日、アスキー・メディアワークス）
- 眠らせナッシングTURBO（2014年10月14日、週刊アスキー1000号記念配信、アスキー・メディアワークス）
- HOME SHOW（2015年12月16日β放送開始 - 2017年5月30日（123回）週1更新、YouTube等にて配信）
- HOME SHOW（2017年6月20日（124回） - 10月24日（128回）月1更新、YouTube等にて配信）
- HOME SHOW（再開準備号 2018年3月1日）
- HOME SHOW（2018年3月27日（129回）-2023年7月1日（190回）月1更新、YouTubeにて配信）
- HOME SHOW（追悼特別番組 2023年7月2日）

## 単行本
- カオスだもんね! - アスキー・メディアワークスより、全20巻
- カオスだもんね!PLUS - アスキー・メディアワークスより、既刊5巻（2012年11月現在）

### 電子書籍
上記未収録作品
- 続 カオスだもんね！PLUS
  - 0号（2023年10月28日）
  - 1号（2023年11月14日）
  - 2号（2023年11月28日）
  - 3号（2023年12月12日）
  - 4号（2023年12月26日）
  - 5号（2024年1月9日）